# Helmut Remschmidt

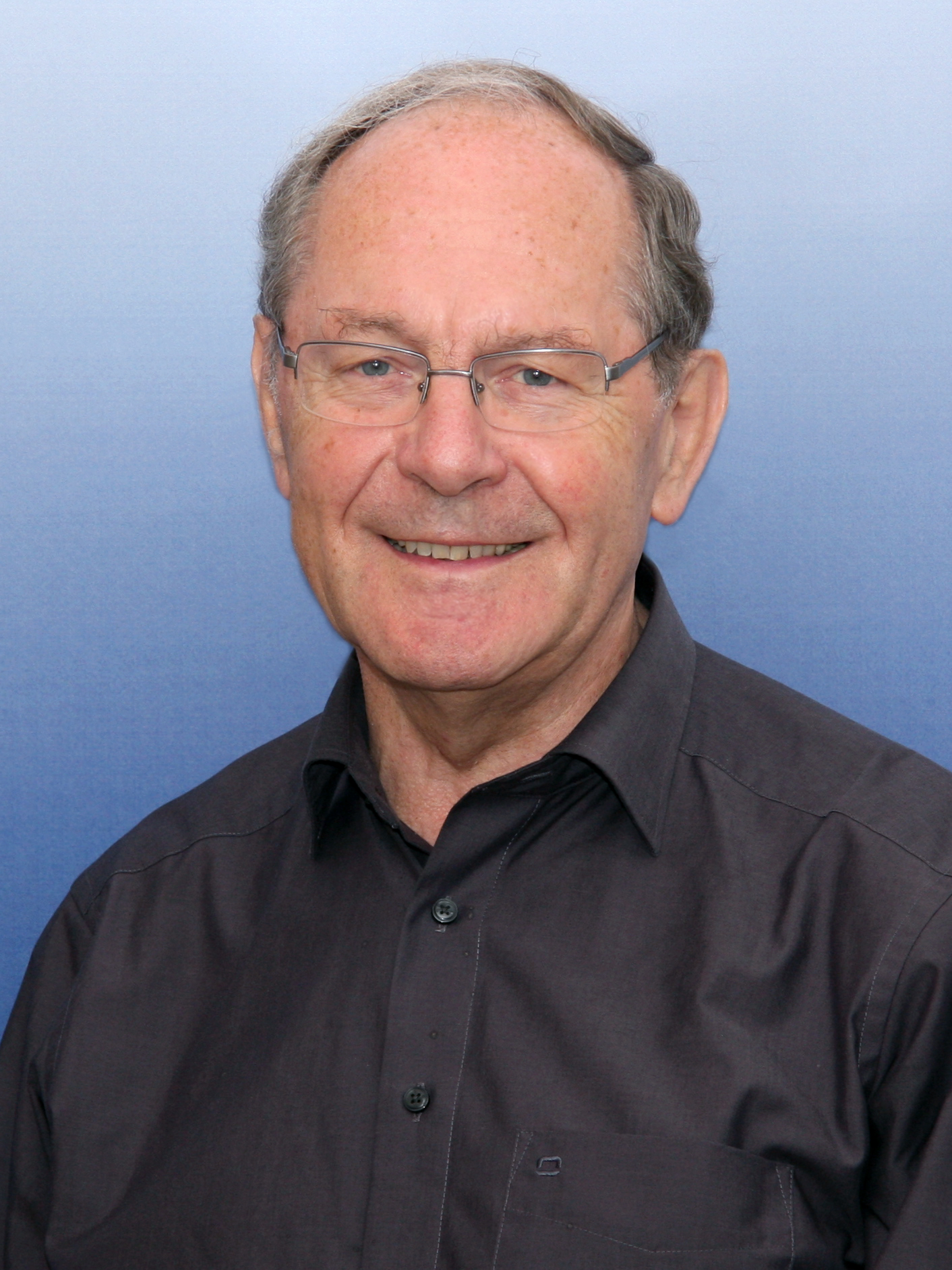
Helmut Remschmidt (2012)

Helmut Remschmidt (* 25. April 1938 in Czernowitz, ehemals Rumänien, jetzt Ukraine) ist ein deutscher Kinder- und Jugendpsychiater und Psychologe. Er war von 1980 bis 2006 Direktor der Klinik für Kinder- und Jugendpsychiatrie und -psychotherapie der Philipps-Universität Marburg und gehört zu den weltweit bekanntesten Vertretern seines Fachs. Remschmidt gilt als Nestor der Jugendpsychiatrie in Deutschland.

## Leben
Helmut Remschmidt wurde im April 1938 als Kind deutschstämmiger Eltern in der Hauptstadt der Bukowina, Czernowitz, geboren. Die Familie mütterlicherseits stammt aus der Gegend um Kieselbronn (heute Baden-Württemberg), die väterliche aus Graz, wo noch heute und in vierter Generation diverse Zahnärzte des Familienverbands ansässig sind. Im Rahmen des Hitler-Stalin-Paktes wurde deutschstämmigen Familien der Bukowina die Gelegenheit eröffnet, ins Deutsche Reich umzusiedeln, welche Familie Remschmidt im Jahre 1940 ergriff, um zunächst nach Myschkow im neu gegründeten Landkreis Warthenau in Oberschlesien umzusiedeln. Nach dem Anrücken der Sowjetarmee im Jahr 1945 flüchtete die Familie nach Oberfranken, wo sie in Mailach bei einer Bauersfamilie Unterschlupf fand. Helmut Rermschmidt absolvierte im nahen Markt Lonnerstadt die Grundschule und dann in Neustadt an der Aisch und schließlich in Forchheim das Gymnasium, wo er 1958 sein Abitur ablegte.
Remschmidt studierte Medizin, Psychologie und Philosophie an den Universitäten Erlangen, Wien und Tübingen. Nach bestandenem medizinischen Staatsexamen an der Universität Erlangen promovierte er 1964 bei Alfred Sigel (1921–2017) mit der Dissertation Die Varianten des Nierenhohlraumsystems: Eine Typisierung auf embyrologisch-morphologischer Grundlage. zum Dr. med. und legte ein Jahr später die Diplomprüfung im Fach Psychologie an der Universität Tübingen ab; von 1964 bis 1966 war er Stipendiat der Volkswagenstiftung. Es folgte 1968 die Promotion zum Dr. phil. an der Universität Tübingen bei Erich Mittenecker mit dem Thema Das Anpassungsverhalten der Epileptiker. Eine experimentelle Untersuchung zur sog. Persönlichkeitsänderung der Epileptiker an Grand-mal-Epileptikern und Patienten mit psychomotorischer Epilepsie. Zu dieser Zeit (1966–1968) war er ärztlicher Mitarbeiter in der Heil- und Pflegeanstalt Stetten in Stetten im Remstal, wo er für über 200 geistig behinderte und anfallskranke Kinder zuständig war, was seinen Entschluss, Kinder- und Jugendpsychiater zu werden, förderte. Daran schloss sich eine Tätigkeit als Wissenschaftlicher Assistent und Oberarzt bei Hermann Stutte an der Klinik für Kinder- und Jugendpsychiatrie der Philipps-Universität Marburg an.
1971 erfolgte die Habilitation, 1975 die Berufung auf die neu geschaffene ordentliche Professur für Psychiatrie und Neurologie des Kindes- und Jugendalters an der Freien Universität Berlin unter Ablehnung eines gleichwertigen Angebots an der Ruprecht-Karls-Universität Heidelberg, Fakultät Mannheim. 1978 ereilte Remschmidt schließlich der Ruf auf den Lehrstuhl für Kinder- und Jugendpsychiatrie an der Philipps-Universität Marburg, den er zu 1. September 1980 annahm und wo er bis zu seiner Emeritierung im Jahre 2006 als Direktor und Nachfolger von Hermann Stutte wirkte. Während dieser Zeit lehnte er im Jahr 1985 einen Ruf auf den Lehrstuhl für Kinder- und Jugendpsychiatrie an der Universität Zürich ab.
Seit seiner Emeritierung ist Remschmidt weiterhin wissenschaftlich tätig, u. a. als Projektleiter, Autor, Vortragender und Gerichtssachverständiger.

## Leistungen
Zu Remschmidts Arbeitsschwerpunkten gehören Entwicklungspsychopathologie, Schizophrenie, Essstörungen, psychiatrische Genetik (Teilgebiet der Verhaltensgenetik), Autismus sowie Therapie- und Evaluationsforschung. Neben mehreren hundert wissenschaftlichen Publikationen ist Helmut Remschmidt Autor verschiedener Lehrbücher zur Kinder- und Jugendpsychiatrie, die teilweise auch in andere Sprachen (Englisch, Russisch, Spanisch, Griechisch, Serbokroatisch) übersetzt wurden und eine Gesamtauflage von weit über einer halben Million erreichten. Er ist und war überdies Gründer und Herausgeber diverser wissenschaftlicher Publikationsreihen. So gründete er 1992 gemeinsam mit Herman van Engeland (1943–2016) und Philip Graham (* 1932) die monatlich erscheinende internationale Fachzeitschrift European Child & Adolescent Psychiatry und war von 1994 bis 2017 stellvertretender Leiter der medizinisch-wissenschaftlichen Redaktion des Deutschen Ärzteblattes.
Parallel zu seiner wissenschaftlichen Tätigkeit, die stark durch eine Hinwendung zur biologischen kinder- und jugendpsychiatrischen Forschung gekennzeichnet ist, baute er ein regionales Versorgungssystem für psychisch kranke Kinder und Jugendliche auf, das für viele Länder zum Vorbild geworden ist. Dazu beigetragen hat das Modellprogramm „Psychiatrie“ der Bundesregierung (1980–1985), für das die Region um Marburg als einzige kinder- und jugendpsychiatrische Modellregion für ganz Deutschland ausgewählt worden war.
Helmut Remschmidt begründete die internationalen Forschungsseminare für Nachwuchswissenschaftler, die seit 2006 nach ihm benannt sind, sowie die Tagungen für Biologische Kinder- und Jugendpsychiatrie. Als Präsident der deutschen (1982–1983), europäischen (1995–1999) und internationalen (1998–2004) Fachgesellschaft für Kinder- und Jugendpsychiatrie (International Association for Child and Adolescent Psychiatry and Allied Professions, IACAPAP) sowie der Section of Child and Adolescent Psychiatry der World Psychiatric Association (WPA) (1989–1999) hat er die Entwicklung der Kinder- und Jugendpsychiatrie in Deutschland und international nachhaltig beeinflusst. Von 1979 bis 1981 war er Vorsitzender der Deutschen Sektion der Internationalen Liga gegen Epilepsie (seit 2004: Deutsche Gesellschaft für Epileptologie).
Im Rahmen einer Langzeitstudie verfolgte er die Lebensgeschichte von 114 jungen Gewalttätern. Den letzten Fall begutachtete er 2016.
Als vielzitierter Wissenschaftler hat Remschmidt 2021 laut Scopus einen h-Index von 64.

## Auszeichnungen
Für seine Tätigkeiten erhielt Remschmidt zahlreiche Auszeichnungen:
- 1990: Hermann-Simon-Preis der Deutschen Gesellschaft für Psychiatrie, Psychotherapie und Nervenheilkunde (DGPPN) für hervorragende Arbeiten auf dem Gebiet der Sozialpsychiatrie,
- 1991: Mitglied der Leopoldina[5]
- 1992: International Scholar der American Psychiatric Association
- 1993–1996: Special Professor of Psychiatry an der University of Birmingham
- 1994: Christina-Barz-Preis des Stifterverbandes für die Deutsche Wissenschaft
- 1996: Ernst-von-Bergmann-Plakette der deutschen Ärzteschaft
- 1998: Niilo-Hallman-Medaille der Finnish Foundation for Pediatric Research
- 1998: Ehrenpräsident der Spanish Society of Child and Adolescent Therapy
- 1999: Max-Planck-Forschungspreis für internationale Kooperation
- 2000: Ehrenvorsitzender der Deutschen Gesellschaft für Kinder- und Jugendpsychiatrie, Psychosomatik und Psychotherapie (DGKJP).[6]
- 2000: Fellow des Royal College of Psychiatrists
- 2002: Ehrenmitglied der American Academy of Child and Adolescent Psychiatry und der Eastern Mediterranian Association of Child and Adolescent Psychiatry
- 2003: Ehrenmitglied der Romanian Association of Child and Adolescent Psychiatry
- 2003: Ehrenplakette der hessischen Ärzteschaft
- 2004: Bundesverdienstkreuz am Bande
- 2006: Deutscher Quality-of-Life-Preis
- 2006: Benennung der von ihm gegründeten Seminare als Helmut Remschmidt Research Seminars (IACAPAP)
- 2009: Ehrenpräsident der International Association for Child and Adolescent Psychiatry and Allied Professions (IACAPAP)[7]
- 2011: Euricius-Cordus-Medaille der Marburger Hochschulmedizin
- 2013: Beccaria-Medaille in Gold der Kriminologischen Gesellschaft
- 2014: Ombudsmann für wissenschaftliche Praxis an der Philipps-Universität Marburg
- 2015: Mitglied der Marburger Gelehrtengesellschaft
- 2015: Ehrendoktorwürde der Medizinischen Fakultät der Universität Würzburg.[8]
- 2016: Goldenes Kronenkreuz der Diakonie für sein langjähriges Engagement im Vorstand des Kerstin Heim e. V. (Wehrshausen)
- 2019: Dr.-Heinrich-Hoffmann-Medaille der Deutschen Gesellschaft für Kinder- und Jugendpsychiatrie (DGKJP)[9]

## Schriften

### Auf Deutsch (Auswahl)
- Die Varianten des Nierenhohlraumsystems: Eine Typisierung auf embyrologisch-morphologischer Grundlage. Dissertation (Dr. med.), Erlangen-Nürnberg 1964; DNB 482336676
- Das Anpassungsverhalten der Epileptiker. Eine experimentelle Untersuchung zur sog. Persönlichkeitsänderung der Epileptiker an Grand-mal-Epileptikern und Patienten mit psychomotorischer Epilepsie. Dissertation (Dr. phil.), Tübingen 1968; DNB 481638814
- (mit Wolfgang Arns und Kurt-Alphons Jochheim:) Neurologie und Psychiatrie für Krankenschwestern und Krankenpfleger. Thieme, Stuttgart 1970; DNB 455561095
  - (mit Walter F. Haupt und Kurt-Alphons Jochheim:) 7. Auflage 1997; ISBN 978-3-13-453608-9
- Psychologie für das Krankenpflegepersonal. Thieme, Stuttgart 1972; ISBN 978-3-13-485301-8
  - 6. Auflage 1994; ISBN 978-3-13-485306-3
- (mit Hermann Stutte:) Die Herabsetzung des Volljährigkeitsalters im Urteil der Betroffenen: Ergebnisse einer Befragung von 17- und 18jährigen Jugendlichen. Arbeitsgemeinschaft für Erziehungshilfe (AFET), Hannover 1973; DNB 740256157
- (als Herausgeber und Bearbeiter:) Multiaxiales Klassifikationsschema für psychiatrische Erkrankungen im Kindes- und Jugendalter nach Rutter, Shaffer und Sturge. Huber, Bern 1977; ISBN 978-3-456-80503-0
  - 6. Auflage 2012; ISBN 978-3-456-85102-0
- (als Herausgeber:) Kinder- und Jugendpsychiatrie. Praktische Einführung für Krankenpflege-, pädagogische und soziale Berufe. Thieme, Stuttgart 1979; ISBN 3-13-570601-2
  - 6. Auflage 2011; ISBN 978-3-13-576606-5
- (mit Hermann Stutte:) Neuropsychiatrische Folgen nach Schädel-Hirn-Traumen bei Kindern und Jugendlichen: Ergebnisse klinischer, neuropsychologischer und katamnestischer Untersuchungen. Huber, Bern 1980; ISBN 978-3-456-80778-2
- (als Herausgeber:) Psychopathologie der Familie und kinderpsychiatrische Erkrankungen. Huber, Bern 1980; ISBN 978-3-456-80984-7
- (als Herausgeber, mit Martin H. Schmidt:) Neuropsychologie des Kindesalters. Enke, Stuttgart 1981; ISBN 978-3-432-91081-9
- (als Herausgeber:) Multiaxiale Diagnostik in der Kinder- und Jugendpsychiatrie: Ergebnisse empirischer Untersuchungen. Huber, Bern 1983; ISBN 978-3-456-81297-7
- (als Herausgeber:) Kinderpsychiatrie und Familienrecht. Enke, Stuttgart 1984; ISBN 978-3-432-94271-1
- (als Herausgeber, mit Martin H. Schmidt:) R. J. Corboz: Kinder- und Jugendpsychiatrie in Klinik und Praxis: In drei Bänden, Bd. II: Entwicklungsstörungen, organisch bedingte Störungen, Psychosen, Begutachtung. Thieme, Stuttgart 1985, ISBN 978-3-13-658201-5
- (als Herausgeber, mit Martin H. Schmidt:) Hans Christ: Kinder- und Jugendpsychiatrie in Klinik und Praxis: In drei Bänden, Bd. III: Alterstypische, reaktive und neurotische Störungen. Thieme, Stuttgart 1985, ISBN 978-3-13-658301-2
- (als Herausgeber, mit Martin H. Schmidt:) Therapieevaluation in der Kinder- und Jugendpsychiatrie. Enke, Stuttgart 1986; ISBN 978-3-432-95121-8
- (als Herausgeber, mit Martin H. Schmidt:) N. Irving: Kinder- und Jugendpsychiatrie in Klinik und Praxis: In drei Bänden, Bd. I: Grundprobleme, Pathogenese, Diagnostik, Therapie. Thieme, Stuttgart 1988, ISBN 3-13-658101-6
- (mit Reinhard Walter:) Evaluation kinder- und jugendpsychiatrischer Versorgung. Analysen und Erhebungen in drei hessischen Landkreisen. Enke, Stuttgart 1989, ISBN 978-3-432-97691-4
- Psychiatrie der Adoleszenz. Thieme, Stuttgart 1992, ISBN 978-3-13-767801-4
- (mit Fritz Mattejat:) Kinder psychotischer Eltern. Mit einer Anleitung zur Beratung von Eltern mit einer psychotischen Erkrankung. Hogrefe, Göttingen 1994, ISBN 978-3-8017-0702-6
- Psychotherapie im Kindes- und Jugendalter. Thieme, Stuttgart 1996, ISBN 978-3-13-103431-1
- Kontinuität und Neuanfang in der Hochschulmedizin nach 1945: Symposium zur Hochschulmedizin am 5. und 6. Juli 1996 in der Philipps-Universität Marburg (mit Gerhard Aumüller, Hans Lauer). Schueren Presseverlag Gmb, Marburg 1997, ISBN 978-3-89472-152-7
- Schizophrene Erkrankungen im Kindes- und Jugendalter: Klinik, Ätiologie, Therapie und Rehabilitation. Schattauer, Stuttgart 2004, ISBN 978-3-7945-2328-3
- (mit Inge Kamp-Becker:) Asperger-Syndrom: Manuale psychischer Störungen bei Kindern und Jugendlichen. Springer, Heidelberg 2006, ISBN 978-3-540-20945-4
- Tötungs- und Gewaltdelikte junger Menschen. Ursachen, Begutachtung, Prognose (mit Matthias Martin, Gerhard Niebergall, Reinhard Walter und Britta Bannenberg). Springer-Verlag, Heidelberg 2012, ISBN 978-3-642-29870-7
- Kontinuität und Innovation. Die Geschichte der Kinder- und Jugendpsychiatrie an der Phillips-Universität Marburg, Vandenhoeck und Ruprecht, Göttingen 2018, ISBN 978-3-8471-0831-3.
- Wenn junge Menschen töten: Ein Kinder- und Jugendpsychiater berichtet, C.H.Beck, München 2019, ISBN 978-3-406-74125-8
- (Mit Sanna Stroth:) Autismus – Erscheinungsformen, Ursachen, Hilfen. 6., vollständig überarbeitete Auflage, Verlag C. H. Beck, München 2024, ISBN 978-3-406-80141-9.

### Auf Englisch (Auswahl)
- (mit Martin H. Schmidt:) Epidemiological Approaches in Child Psychiatry II. International Symposium Mannheim 1981. 24 Figures, 62 Tables. Thieme, Stuttgart 1983, ISBN 978-3-13-646901-9
- (mit Martin H. Schmidt:) Anorexia Nervosa (Child & Youth Psychiatry: European Perspectives). Hogrefe & Huber, Toronto 1990, ISBN 978-3-456-81957-0
- (mit H. van Engeland:) Child and adolescent psychiatry in Europe: historical development, current situation, future perspectives. Steinkopff u. Springer, Darmstadt u. New York 1999, ISBN 978-3-642-96005-5
- Schizophrenia in Children and Adolescents: (Cambridge Child and Adolescent Psychiatry). Cambridge University Press, Cambridge 2001, ISBN 978-0-521-79428-2
- The Mental Health of Children and Adolescents: An area of global neglect (World Psychiatric Association). (mit Barry Nurcombe, Myron Lowell Belfer, Norman Sartorius und Ahmed Okasha). John Wiley & Sons, Chichester 2007, ISBN 978-0-470-51245-6